# Milton Orellana
Milton Orellana – gwatemalski zapaśnik walczący w stylu klasycznym. Zdobył srebrny medal na mistrzostwach panamerykańskich w 2006 roku.